# Robert Lefebvre
Robert Lefebvre (* 19. März 1907 als Robert Gérard Charles Le Febvre in Paris; † 15. Februar 1989 in Montfort-l’Amaury) war ein französischer Kameramann.

## Leben und Wirken
Lefebvre hatte im Chemielabor der Fotofirma Kodak gearbeitet, bevor er 1927 zum Film ging und als Kameraassistent begann. Drei Jahre darauf avancierte er zum Chefkameramann und fotografierte in den kommenden viereinhalb Jahrzehnten eine große Anzahl kassenträchtiger Unterhaltungsfilme, gelegentlich sogar mit künstlerischem Anspruch. So zählen die Werke Reise ohne Hoffnung, Goldhelm und Der Fall Maurizius zu seinen besten Arbeiten.
Lefebvre erwies sich ansonsten als profilierter Bildgestalter populärer, wenngleich überwiegend ambitionsloser Massenunterhaltung. Als versierter Techniker ohne künstlerischen Ehrgeiz arbeitete er vor allem nach 1945 trotzdem mit bedeutenden Vertretern des französischen Kinos zusammen, darunter die Schauspieler Gérard Philipe, Maurice Chevalier, Fernandel, Michèle Morgan, Jean Gabin und Brigitte Bardot sowie die Regisseure Ludwig Berger, Luis Buñuel und René Clair.
Mitte der 1960er Jahre begann Lefebvres rasanter Abstieg: In seiner letzten Arbeitsdekade fotografierte der Pariser primär Sexfilme minderster Qualität, oftmals inszeniert von dem für dieses Genre einschlägig bekannten Regisseur Max Pécas.
Robert Lefebvre starb, in seinen letzten anderthalb Lebensjahrzehnten inaktiv, in geistiger Umnachtung.

## Filmografie (Auswahl)
- 1931: Azaïs
- 1931: Le juif polonais
- 1932: Ne sois pas jalouse
- 1932: Sa meilleure cliente
- 1933: Mannequins
- 1933: Paris-Deauville
- 1934: Le roi des Champs-Elysées
- 1934: Sapho
- 1934: Tartarin de Tarascon
- 1935: Mademoiselle Mozart
- 1935: Liebe macht blind (Quelle drôle de gosse)
- 1935: Joli monde
- 1935: Tovaritch
- 1936: Le coupable
- 1936: Courrier-sud
- 1936: Die neuen Männer (Les hommes nouveaux)
- 1936: Feu
- 1937: Ignace
- 1937: Nächte in Neapel (Naples au baiser de feu)
- 1937: Dunja (Nostalgie)
- 1937: Quadrille
- 1938: Ernest le rebelle
- 1938: Katja, die ungekrönte Kaiserin (Katia)
- 1938: Ultimatum
- 1939: Cavalcade d’amour
- 1939: Diebe und Liebe (Battement de cœur)
- 1939: Le déserteur
- 1941: Le dernier des six
- 1941: Ihr erstes Rendezvous (Premier rendez-vous)
- 1942: Die falsche Mätresse (La fausse maitresse)
- 1942: Reise ohne Hoffnung (Le voyage sans espoir)
- 1943: Oberst Chabert (Le colonel Chabert)
- 1943: Échec au roi
- 1943: Les Roquevillards
- 1945: Un ami viendra ce soir
- 1946: Adieu Chérie
- 1946: Liebesträume (Rêves d’amour)
- 1947: Die liebestolle Stadt (Clochemerle)
- 1947: Les requins de Gibraltar
- 1948: Treffpunkt Rio (Aux yeux du souvenir)
- 1948: Das Geheimnis von Mayerling (Le secret de Mayerling)
- 1948: Urteil einer Nacht (La nuit blanche)
- 1949: Lady Paname
- 1949: Majestät amüsiert sich (Le roi)
- 1950: Ballerina
- 1950: Gott braucht Menschen (Dieu a besoin des hommes)
- 1951: Edouard und Caroline (Edouard et Caroline)
- 1951: Hafengasse 5 (Le garçon sauvage)
- 1951: Goldhelm (Casque d’or)
- 1951: Pariser Nächte (Nuits de Paris)
- 1952: Ruf des Schicksals (L’appel du destin)
- 1952: Geständnis einer Nacht (La minute de vérité)
- 1952: Traumschöne Nacht (Plaisirs de Paris)
- 1953: Erwachende Herzen (Le blé en herbe)
- 1953: Im Schlafsaal der großen Mädchen (Dortoir des grandes)
- 1954: Der Fall Maurizius (L'affaire Maurizius)
- 1954: Ihre Liebesnacht (Les fruits de l’été)
- 1954: Liebe, Frauen und Soldaten (Destinées)
- 1954: Ali Baba (Ali Baba et les quarante voleurs)
- 1954: Mord auf dem Dachgarten (Bonnes à tuer)
- 1955: Morgenröte (Cela s’appelle l’aurore)
- 1955: Das große Manöver (Les grandes manœuvres)
- 1955: Das Geheimnis der Schwester Angelika (Le secret de sœur Angèle)
- 1956: Der Kurier des Zaren (Michel Strogoff)
- 1957: Natali (Nathalie)
- 1957: Mit dem Rücken zur Wand (Le dos au mur)
- 1957: Die Mausefalle (Porte de lilas)
- 1958: Das Leben zu zweit (La vie à deux)
- 1959: Marie-Octobre
- 1959: Nathalie spielt Geheimagentin (Nathalie agent secret)
- 1959: Wollen Sie mit mir tanzen ? (Voulez-vous danser avec moi ?)
- 1959: Bittere Frucht der Liebe (Les lionceaux)
- 1960: Eine süße Katastrophe (Ravissante)
- 1960: Die Französin und die Liebe (La française et l’amour)
- 1960: Affäre einer Nacht (L’affaire d’une nuit)
- 1960: Candide
- 1961: In Freiheit dressiert (La bride sur le cou)
- 1961: Galante Liebesgeschichten (Les amours célèbres)
- 1961: Wir bitten zu Bett (Les petits matins)
- 1962: Der Gorilla fletscht die Zähne (Le gorille a mordu l’archevêque)
- 1962: Hübscher als die Polizei erlaubt (Comment réussir en amour)
- 1963: Lauter Leichen in Las Vegas (Blague dans le coin)
- 1963: Le bon roi Dagobert
- 1964: Monsieur geht fremd (Patate)
- 1965: Die Damen lassen bitten (Les bons vivants)
- 1965: Hunde in der Nacht (Espions à l'affût)
- 1966: Geißeln der Erotik (La peur et l’amour)
- 1966: Töchter der Sünde (Une femme aux abois)
- 1967: Liebe 2:1 (La nuit la plus chaude)
- 1969: Greta, die Fremde kam nackt (Claude et Gréta)
- 1970: Der Sex trinkt Champagner (Je suis une nymphomane)
- 1972: Comment le désir vient aux filles
- 1973: Das Haus der ausgefallenen Wünsche (Club privé pour couples avertis)
- 1973: Die Sexklinik (Serre-moi dans tes brasses)
- 1974: La kermesse érotique
- 1974: Sexuellement votre